# Caulanthus crassicaulis
Caulanthus crassicaulis är en korsblommig växtart som först beskrevs av John Torrey, och fick sitt nu gällande namn av Sereno Watson. Caulanthus crassicaulis ingår i släktet Caulanthus och familjen korsblommiga växter. Inga underarter finns listade i Catalogue of Life.

## Bildgalleri

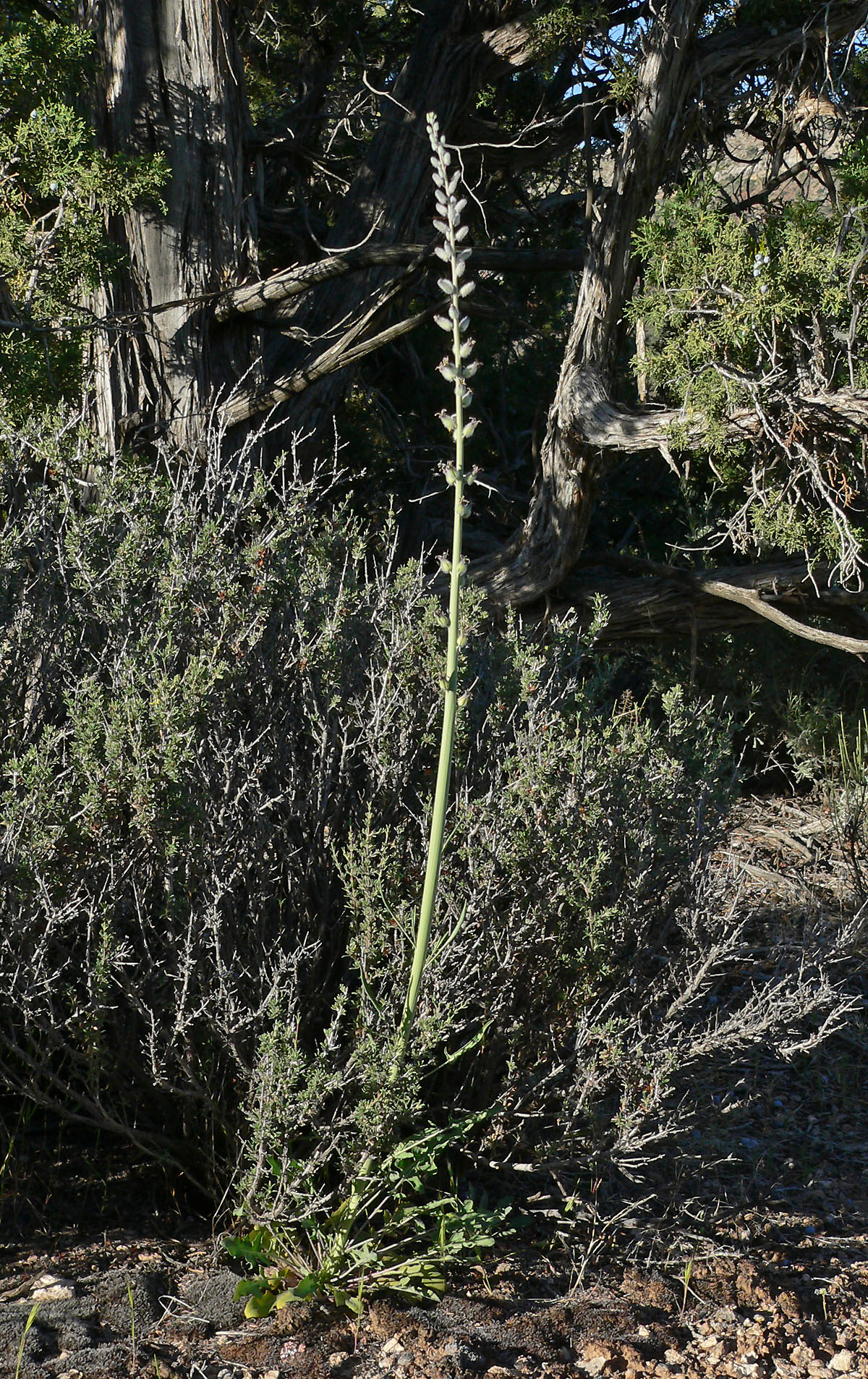
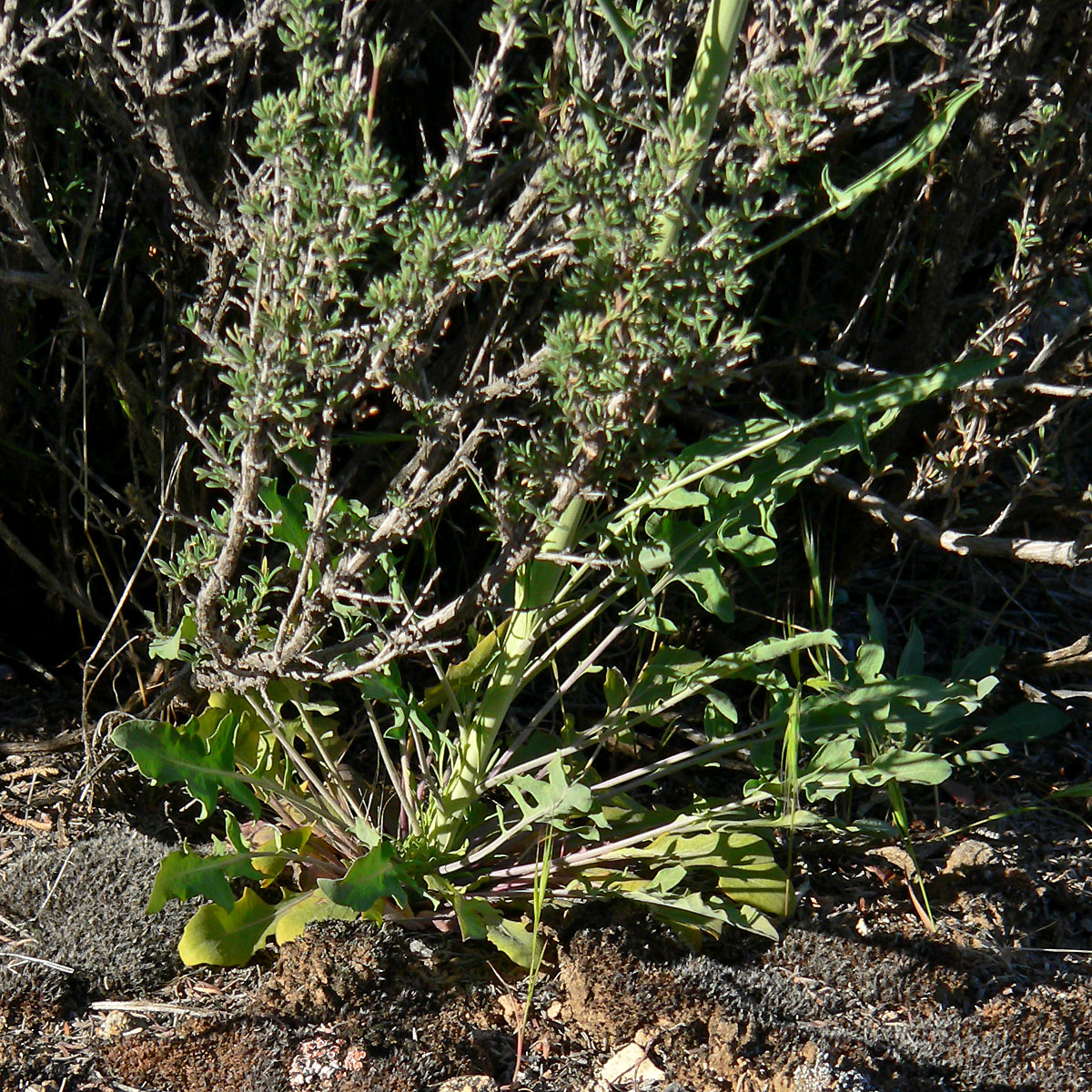
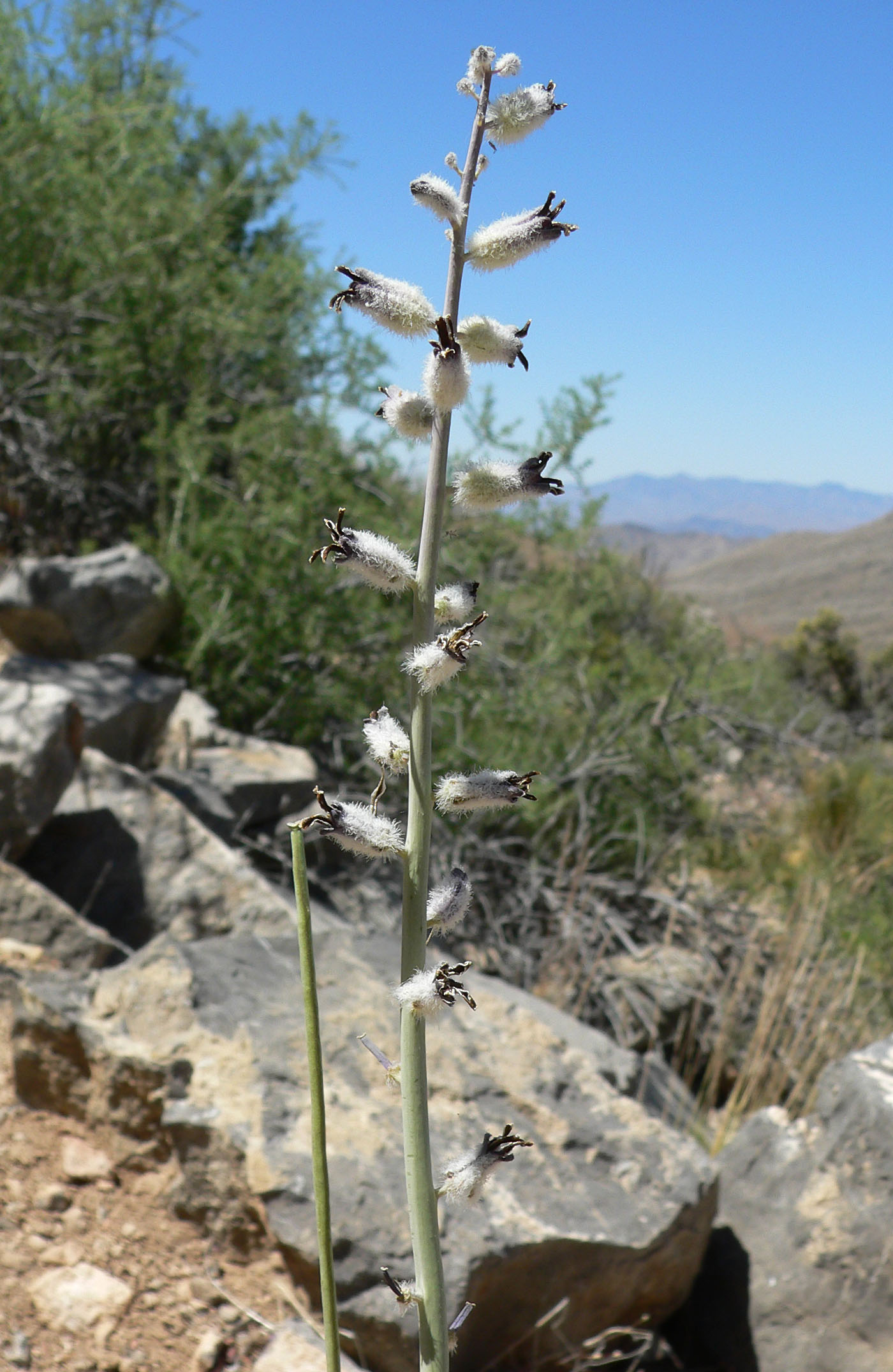
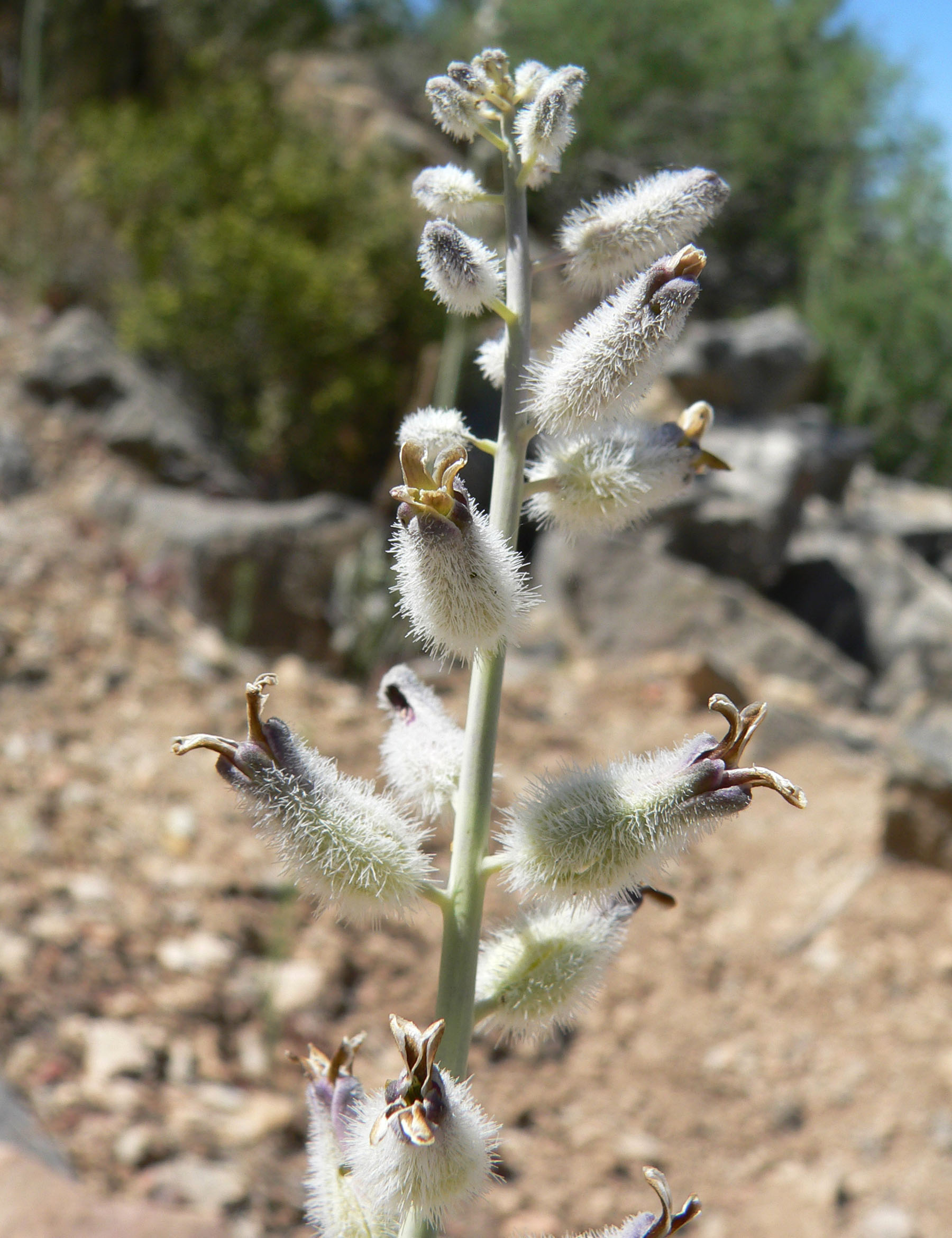
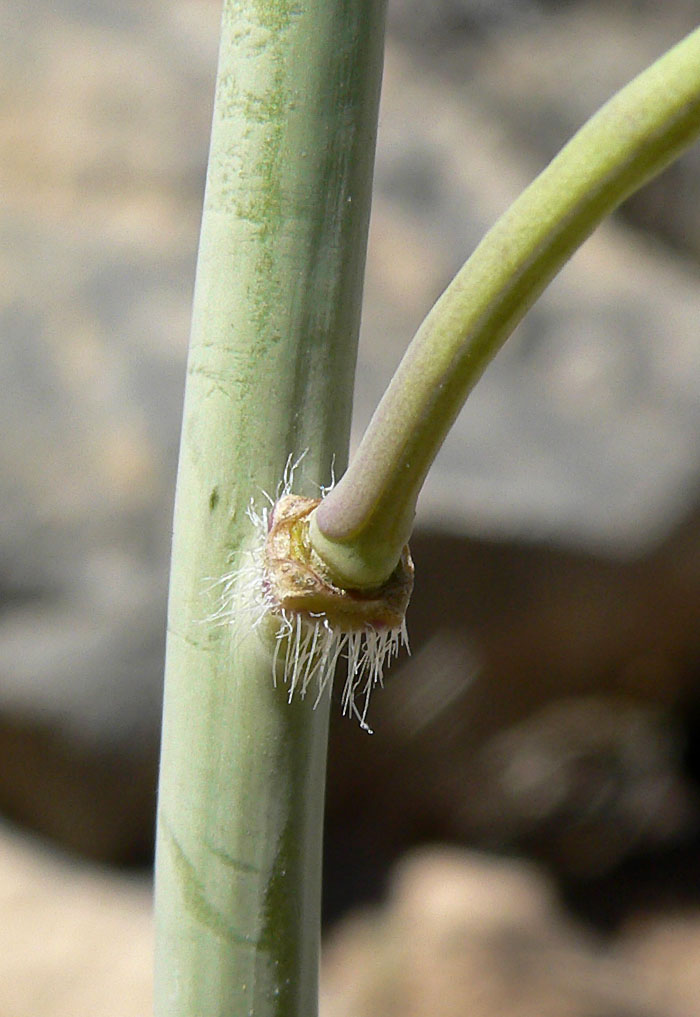
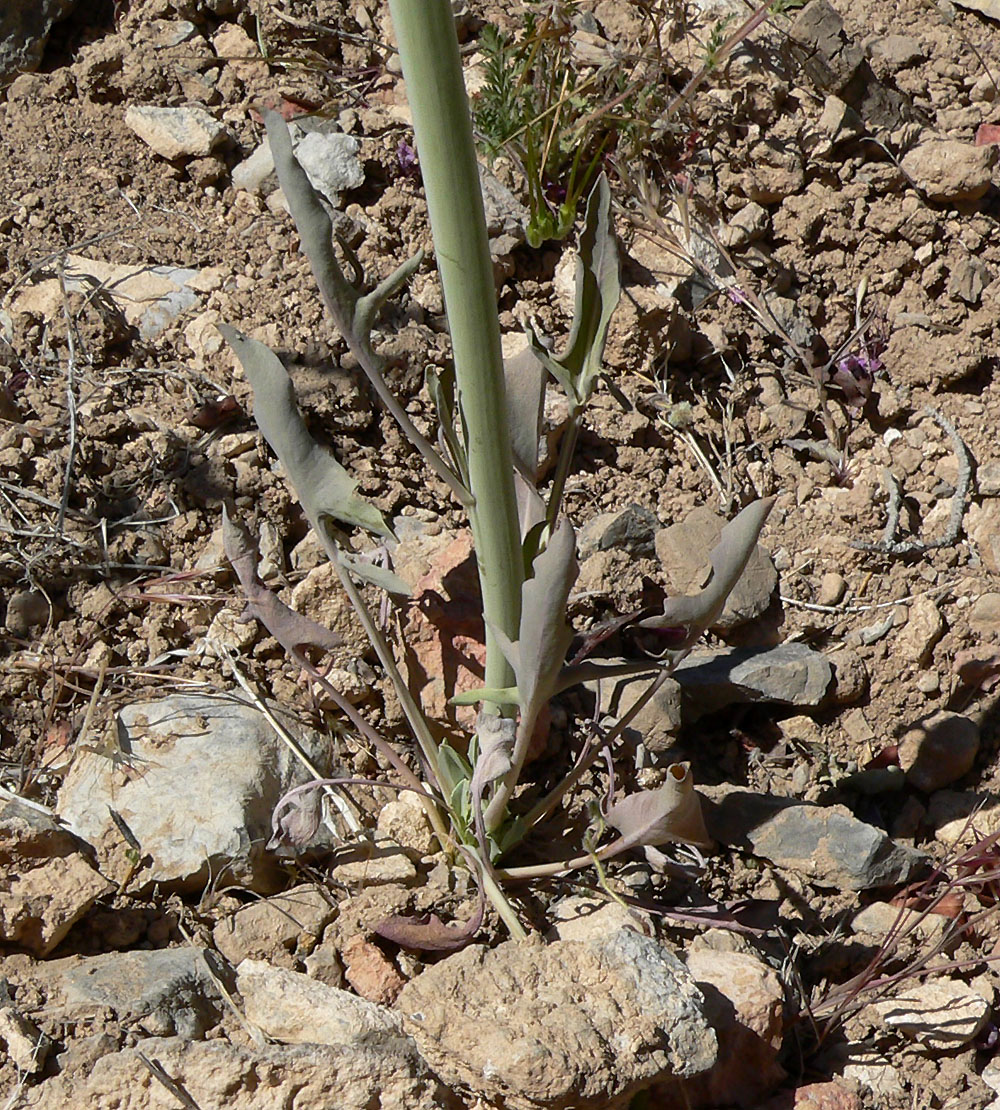